# مارستانز میلز (ماساچوست)
مارستانز میلز (به انگلیسی: Marstons Mills) یک روستا در ایالات متحده آمریکا است که در شهرستان برنستبل، ماساچوست واقع شده‌است.